# Aéroport international de Rarotonga
L'aéroport international de Rarotonga (code IATA : RAR • code OACI : NCRG) est l'unique accès aérien international des Îles Cook, localisé près d'Avarua sur Rarotonga.
L'aéroport a ouvert en 1975 sur l'emplacement d'une ancienne base aérienne militaire américaine.
En 2003, le terminal et les guichets d'enregistrement ont été rénovés une première fois pour un coût de 650 000 dollars US.
Le 22 juin 2010, un nouveau terminal a été inauguré grâce à un projet de rénovation ayant coûté 8 500 000 dollars US.

## Compagnies et destinations
| Compagnies      | Destinations                                                                                   |
| --------------- | ---------------------------------------------------------------------------------------------- |
| Air New Zealand | Auckland, Los Angeles, Sydney-K. Smith                                                         |
| Air Rarotonga   | Aitutaki (en), Atiu (en), Mangaia (en), Mauke (en), Mitiaro, Manihiki Island (en), Tahiti-Faaa |
| Air Tahiti      | Tahiti-Faaa                                                                                    |
| Jetstar Airways | Auckland                                                                                       |

Édité le 22/03/2020

## Photos

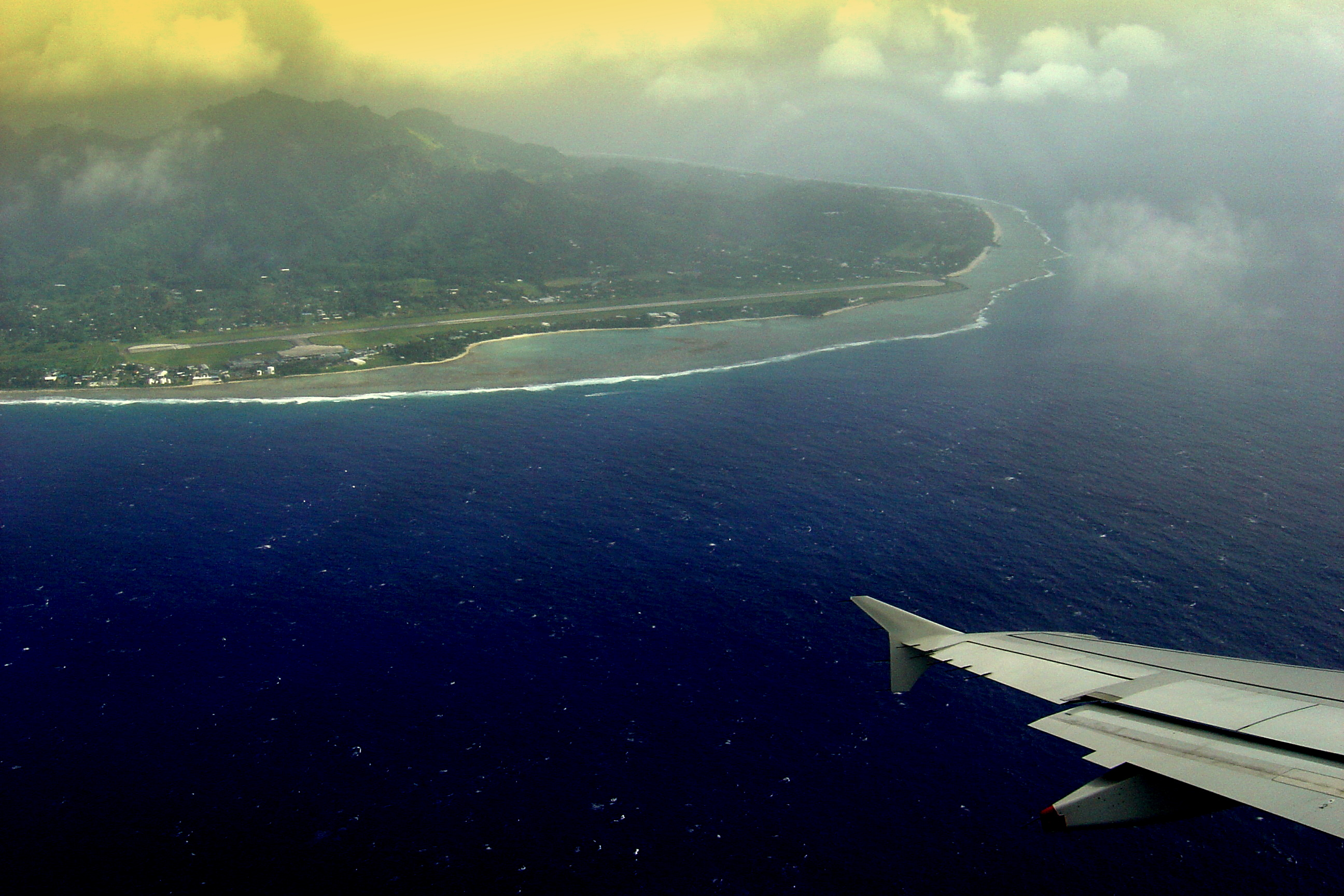
Autre vue de l'aéroport avec l'intérieur montagneux de l'île
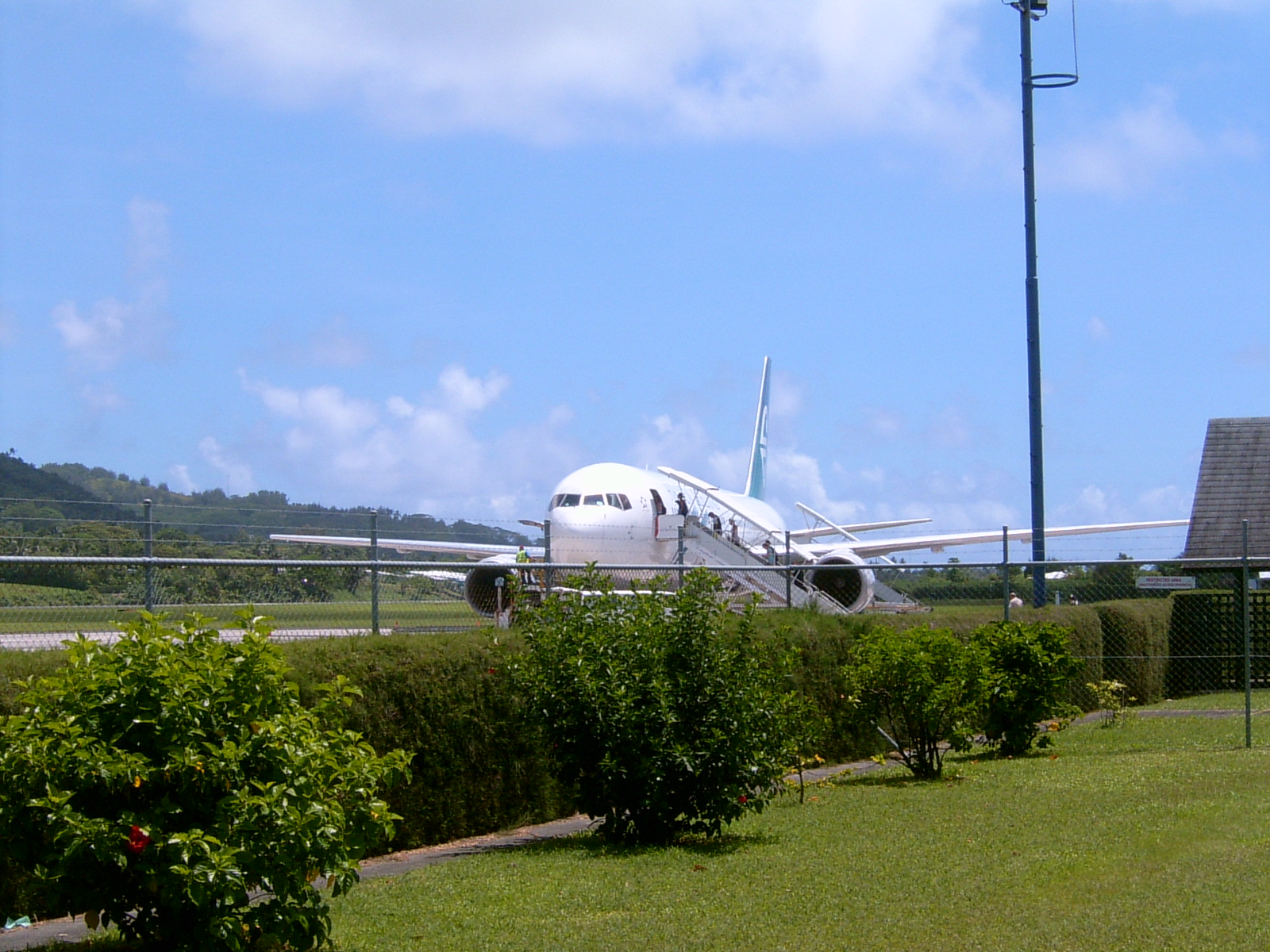
An Air New Zealand Boeing 767
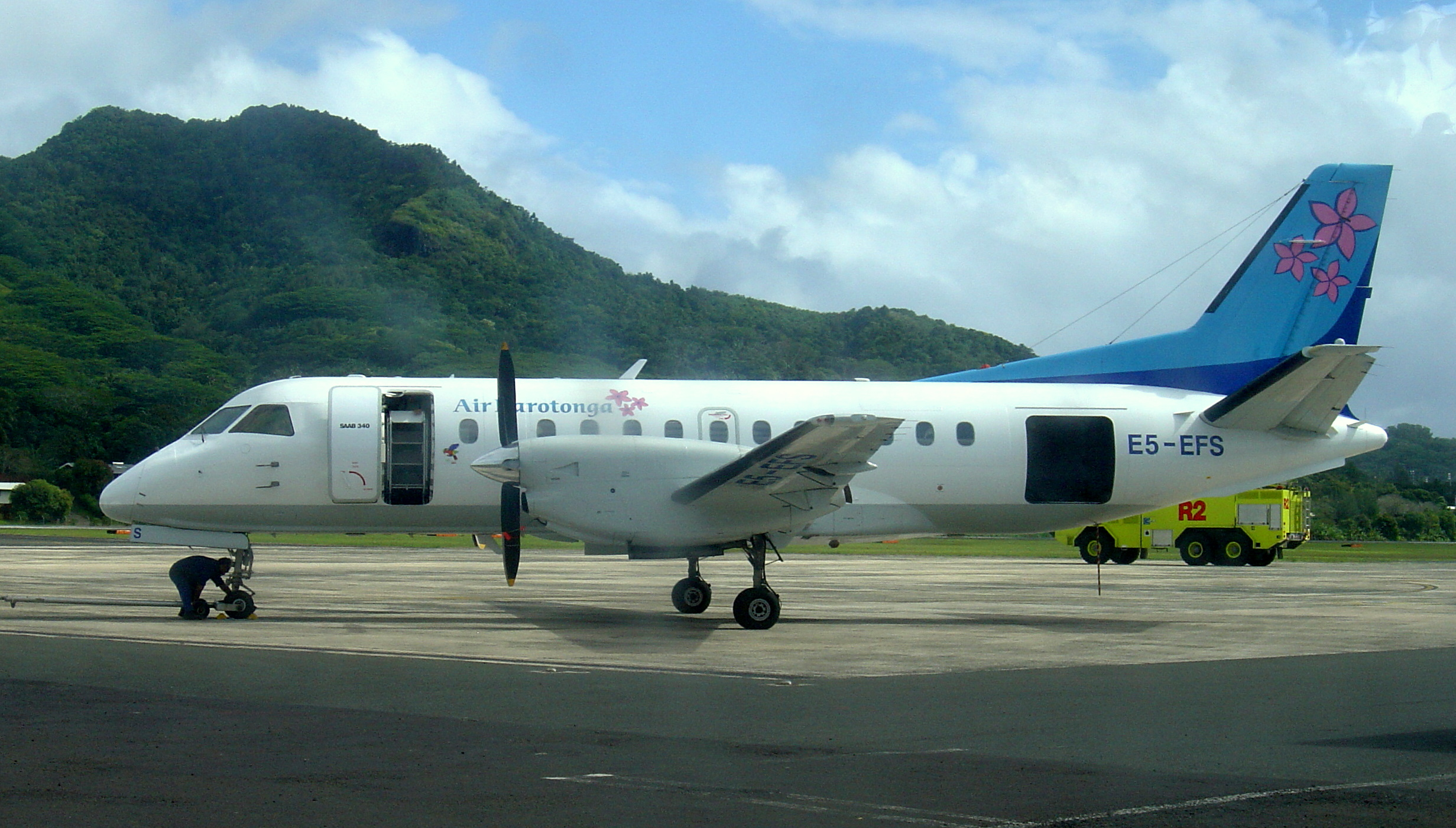
Air Rarotonga Saab 340
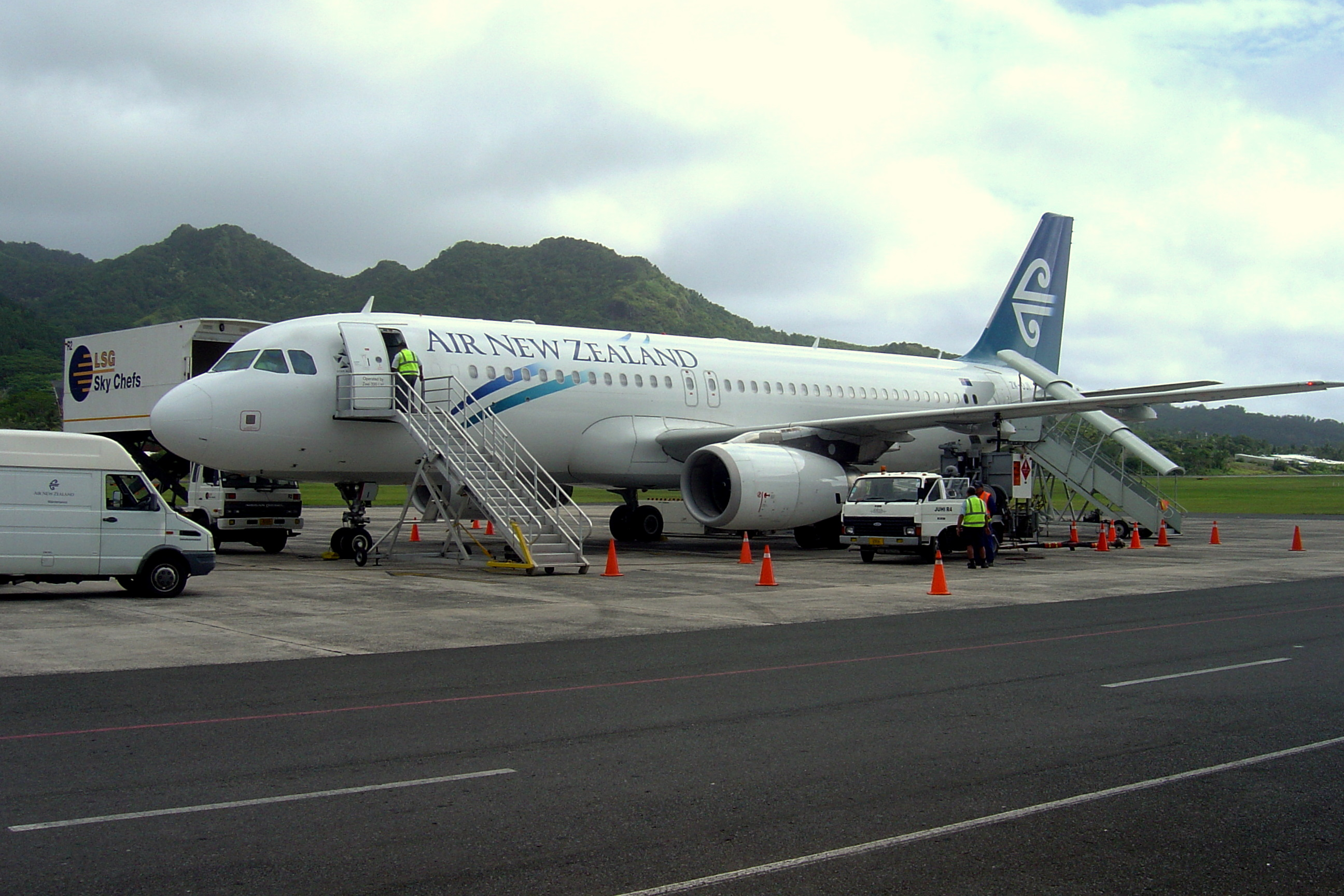
Air New Zealand Airbus A320 en attente de passagers
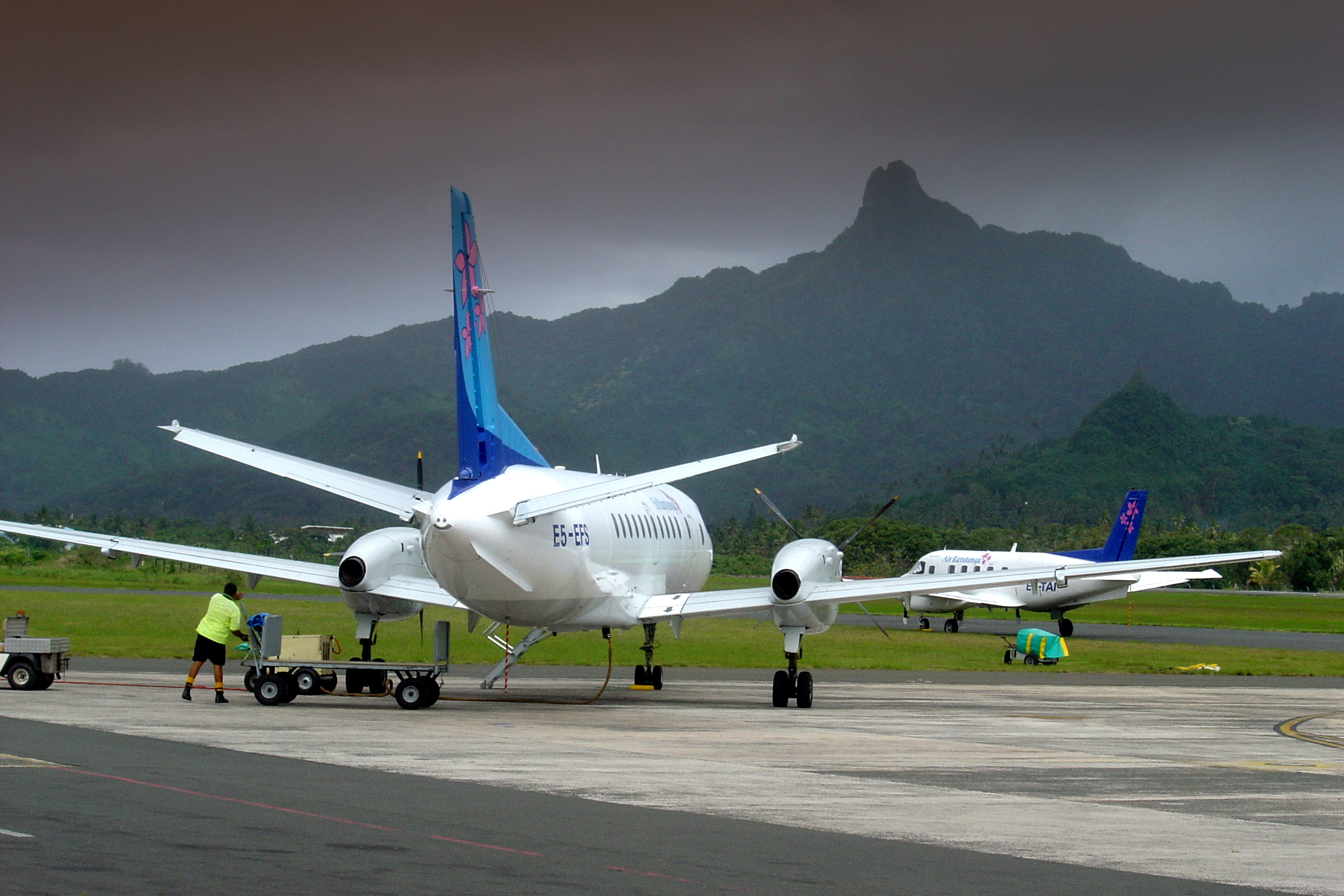
Air Rarotonga Saab 340 et Embraer Bandeirante
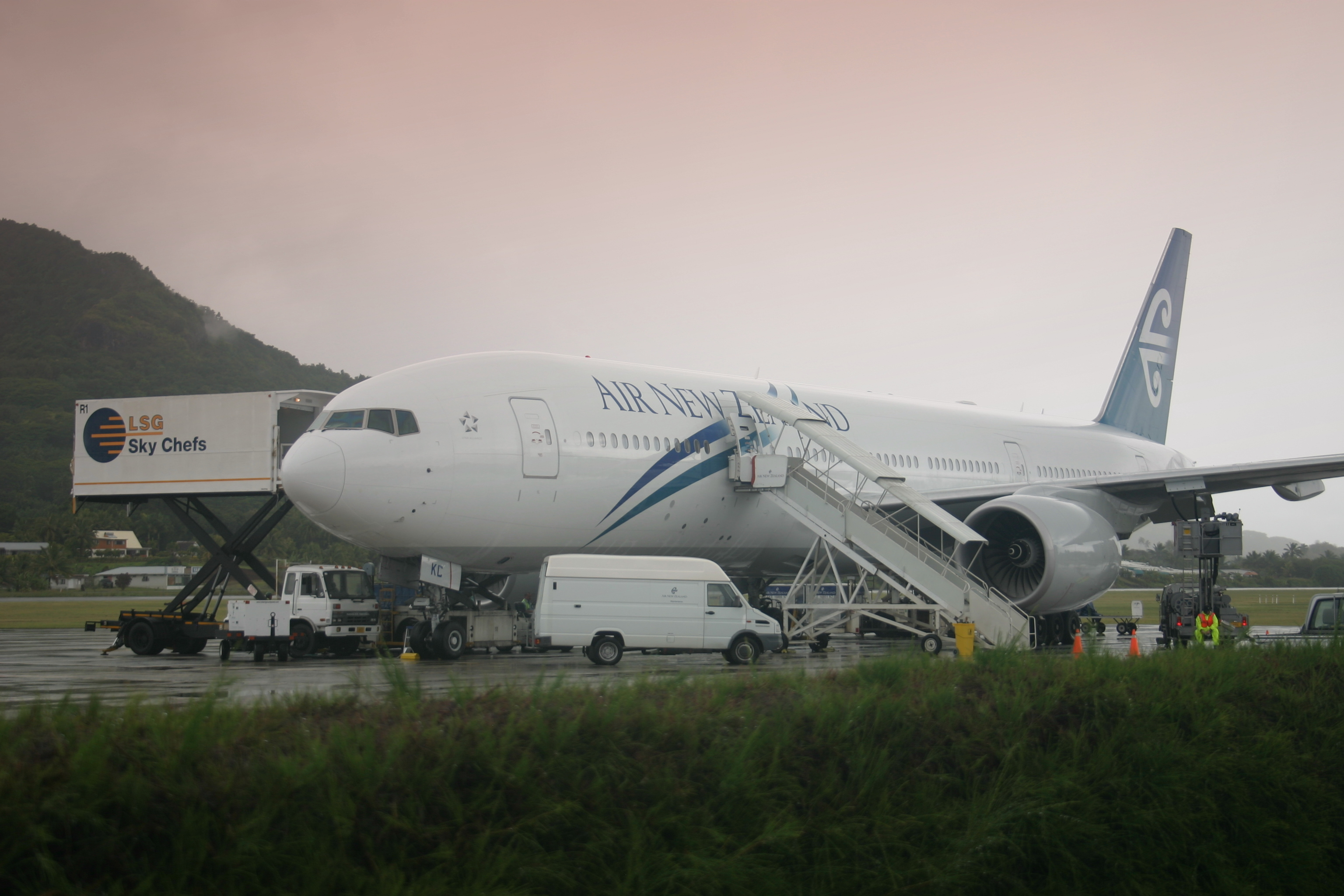
Air New Zealand Boeing 777

## Passagers
En 2015, l'aéroport a accueilli 124 000 passagers.